# Hanns-Georg Jungnickel
Hanns-Georg Jungnickel (* 1942) ist ein deutscher Computeringenieur und Topmanager.
Jungnickel studierte Informatik in Leningrad mit Promotions-Abschluss (Dr.-Ing.). Von 1970 bis 1990 war er im VEB Kombinat Robotron tätig.
Ab 1980 war er Chefkonstrukteur der DDR im Einheitlichen System der Elektronischen Rechentechnik (ESER) als Nachfolger von Gerhard Merkel und von Manfred Günther. In Einheit damit war er ab 1981 Direktor des Fachgebietes Geräte, dem Haupt-Entwicklungsbetrieb des Kombinates Robotron für IBM-kompatible Mainframes der DDR im ESER in Karl-Marx-Stadt/Chemnitz (ehemals Elrema).
Nach der deutschen Wiedervereinigung arbeitete er ab 1991 für die Siemens AG in Russland und Osteuropa (u. a. Lizenzfertigung, Technologietransfer, Software-Outsourcing).
2007 ging er in den Ruhestand. Er befasst sich heute mit Computergeschichte der DDR und der UdSSR, speziell von Robotron sowie mit einer eigenen Website eines „Virtuellen Computermuseums zum ESER“.